# Enseignement français au Maroc
L’enseignement français au Maroc repose de nos jours sur un réseau d'établissements scolaires homologués par le ministère français de l'Éducation nationale dans différentes villes du Maroc, reconnu comme le plus dense au monde. Il scolarisait, à la rentrée 2015, 31 500 élèves, dont plus de 60 % étaient marocains, les 40 % restants étant principalement franco-marocains.
Ce réseau français est enrichi depuis 2014 par l'École belge de Casablanca,, puis l'école belge de Rabat, ouvertes par l'Association des écoles à programme belge à l'étranger (AEBE).

## Histoire
Lorsque les Français arrivent au Maroc, aux côtés d'un système traditionnel d'enseignement coranique, il existe aussi un réseau d'établissements de l'Alliance israélite universelle ainsi que l'école catholique de la mission espagnole.

## Situation actuelle
Les établissements d'enseignement français au Maroc relèvent aujourd'hui de l'AEFE (23 établissements) et de l'OSUI elle-même sous l'égide de la MLF (7 établissements). Sept autres établissements, six à Casablanca et un sur Rabat, sont homologués par le ministère français de l'Éducation nationale,.
La cellule de coordination de l'enseignement français au Maroc est dirigée par un inspecteur (chef d'établissement ou Inspecteur d'académie) chargé de la coopération scolaire et universitaire, également détaché par les ministères français de l'Éducation nationale et de l'Enseignement supérieur et de la Recherche sur les fonctions de conseiller adjoint de coopération et d'action à l'ambassade de France au Maroc.
Il existe auprès de lui un centre d'études arabes, créé en 1980 sous le nom de Bureau de l'enseignement de l'arabe, qui gère l'enseignement de la langue et de la culture arabes dans les établissements français au Maroc. Il est rattaché depuis 2007 au Centre de ressources pédagogiques de l’enseignement français au Maroc, animé par des inspecteurs et conseillers pédagogiques de l'Éducation nationale.

### Quelques établissements homologués
Le réseau des deux opérateurs principaux (AEFE et OSUI) compte
- 12 écoles primaires, 4 groupes scolaires (école-collège), 2 collèges, 5 lycées relevant de l'AEFE,
- 3 écoles primaires et 4 groupes scolaires (école, collège et lycée) relevant de l'OSUI.

Les lycées intègrent un collège.
lycées rattachés à l'AEFE (à chaque établissement correspond à un groupement de gestion auquel sont rattachés plusieurs écoles primaires et collèges de la région)
- Lycée Descartes (Rabat),

- Collège Saint-Exupéry (Rabat) et Collège Honoré de Balzac (Kénitra)
- Lycée Lyautey (Casablanca),

- Collège Anatole France (Casablanca) et Collège Claude Monet (Mohammedia)
- Lycée Victor-Hugo (Marrakech)
- Lycée Paul-Valéry (Meknès)

- Collège Jean de la Fontaine (Fès)
- Lycée Regnault (Tanger)

lycées rattachés à l'OSUI
- Lycée français international d'Agadir (Agadir)
- Lycée français international Louis-Massignon (Casablanca) (1995)
- Lycée français international Jean-Charcot (El Jadida)
- Lycée français international André-Malraux (Rabat)
- Lycée français international Jacques-Majorelle (Marrakech)
- Lycée français international Le Détroit (Tanger)
- École OSUI Odette-de-Puigaudeau (Dakhla)
- Groupe scolaire Éric-Tabarly (Essaouira)
- École OSUI Paul-Pascon (Laâyoune)
- Groupe scolaire Sandrinéo (Lycée français international d'Oujda)

lycées relevant d'autres opérateurs
- Groupe scolaire la Résidence (en) (GSR) (Casablanca) et (Bouskoura)
- Lycée Maïmonide, affilié à l'Alliance israélite universelle, (Casablanca)
- École normale hébraïque, (Casablanca) affiliée à l'Alliance israélite universelle
- Collège-Lycée Léon l'Africain (en), (Casablanca) et (Rabat)
- École française internationale de Casablanca (EFI), (Casablanca) membre du réseau scolaire Odyssey (d)
- Lycée français Guy-de-Maupassant ex-Ecole Internationale de Casablanca (EIC) depuis 2021, (Casablanca) (International Education Group)
- Lycée français Sophie-Germain, ex-École Ismahane de Rabat (EIR) depuis 2021, (Rabat) (International Education Group)
- Groupe scolaire Jacques-Chirac, (Rabat)

### Établissements de l'enseignement catholique au Maroc (ECAM)
Historiquement, les écoles catholiques étaient largement fréquentées par des enfants de familles catholiques francophones et suivaient les programmes scolaires français. Aujourd'hui, les 12 038 élèves sont marocains à 99 % et les écoles fonctionnent en suivant le programme officiel marocain, tout en ayant un programme spécifique de langue française visant au bilinguisme : 97 % des 732 enseignants sont également marocains. Le président de l'ECAM est l'archevêque de Rabat, actuellement le cardinal Cristóbal López Romero qui a succédé à monseigneur Vincent Landel en 2017, et son directeur général est Pascal Peyrat. Les personnels de direction sont français, libanais, marocains ou d'autres nationalités.
Les établissements exercent leur enseignement, en coopération avec le réseau des Instituts français du Maroc pour permettre aux élèves de se présenter au DELF scolaire.
Le réseau ECAM compte actuellement les 16 établissements suivants couvrant les niveaux maternel, primaire, collège et technique à Kénitra :